# Мархатана
◌݇ (ܡܲܪܗ݈ܛܵܢܵܐ, мархатана, заставляющий бежать, также половинная птаха) — диакритический знак в сирийском письме.

## Использование
Обозначает отсутствие гласного или краткий гласный a. В рукописях может писаться после буквы, но в печатных изданиях, как правило, пишется над ней; в новоарамейских языках используется очень редко.

## Кодировка
Мархатана была добавлена в стандарт Юникод в версии 3.0 в блок «Сирийское письмо» (англ. Syriac) под шестнадцатеричным кодом U+0747 (этот же символ представляет талькану).